# Hichem Bouhanoun
Hichem Bouhanoun, né le 1er janvier 1997, est un athlète algérien, spécialiste du saut en hauteur.

## Carrière
En battant son record personnel avec 2,12 m, il remporte la médaille d'or des Championnats d'Afrique juniors à Addis-Abeba en mars 2015.
Il avait décroché à 16 ans la seule médaille d'or algérienne lors des Jeux africains de la jeunesse à Gaborone, en devançant avec un saut de 2,02 m, l’Éthiopien Gndgnra Gemechetermiru (1,99 m) et le Namibien Ujaha Vizamuje (1,99). Avec un saut à 2,08 m, il est finaliste lors des Jeux olympiques de la jeunesse de 2014.
Il est médaillé de bronze aux Championnats panarabes d'athlétisme 2021 à Radès avec un saut à 2,05 m.
En février 2022 il bat son record personnel et se qualifie pour les championnats d'Afrique, où il remporte le titre.

### Palmarès
| Date | Compétition                    | Lieu         | Résultat | Performance |
| ---- | ------------------------------ | ------------ | -------- | ----------- |
| 2015 | Championnats d'Afrique juniors | Addis-Abeba  | 1er      | 2,12 m      |
| 2016 | Championnats arabes juniors    | Tlemcen      | 2e       | 2,00 m      |
| 2021 | Championnats panarabes         | Radès        | 3e       | 2,05 m      |
| 2022 | Championnats d'Afrique         | Saint-Pierre | 1er      | 2,14 m      |
| 2022 | Jeux méditerranéens            | Oran         | 3e       | 2,22 m      |
| 2023 | Jeux panarabes                 | Oran         | 3e       | 2,13 m      |

### Records
| Épreuve         | Performance | Lieu | Date             |
| --------------- | ----------- | ---- | ---------------- |
| Saut en hauteur | 2,22 m      | Oran | 1er juillet 2022 |